# Clubiona phragmitoides
Clubiona phragmitoides là một loài nhện trong họ Clubionidae.
Loài này thuộc chi Clubiona. Clubiona phragmitoides được Ehrenfried Schenkel-Haas miêu tả năm 1963.